# Farman F.121
Die Farman F.121 Jabiru war ein viermotoriges Passagierflugzeug, das in den 1920er Jahren in Frankreich konstruiert und gebaut wurde.

## Geschichte

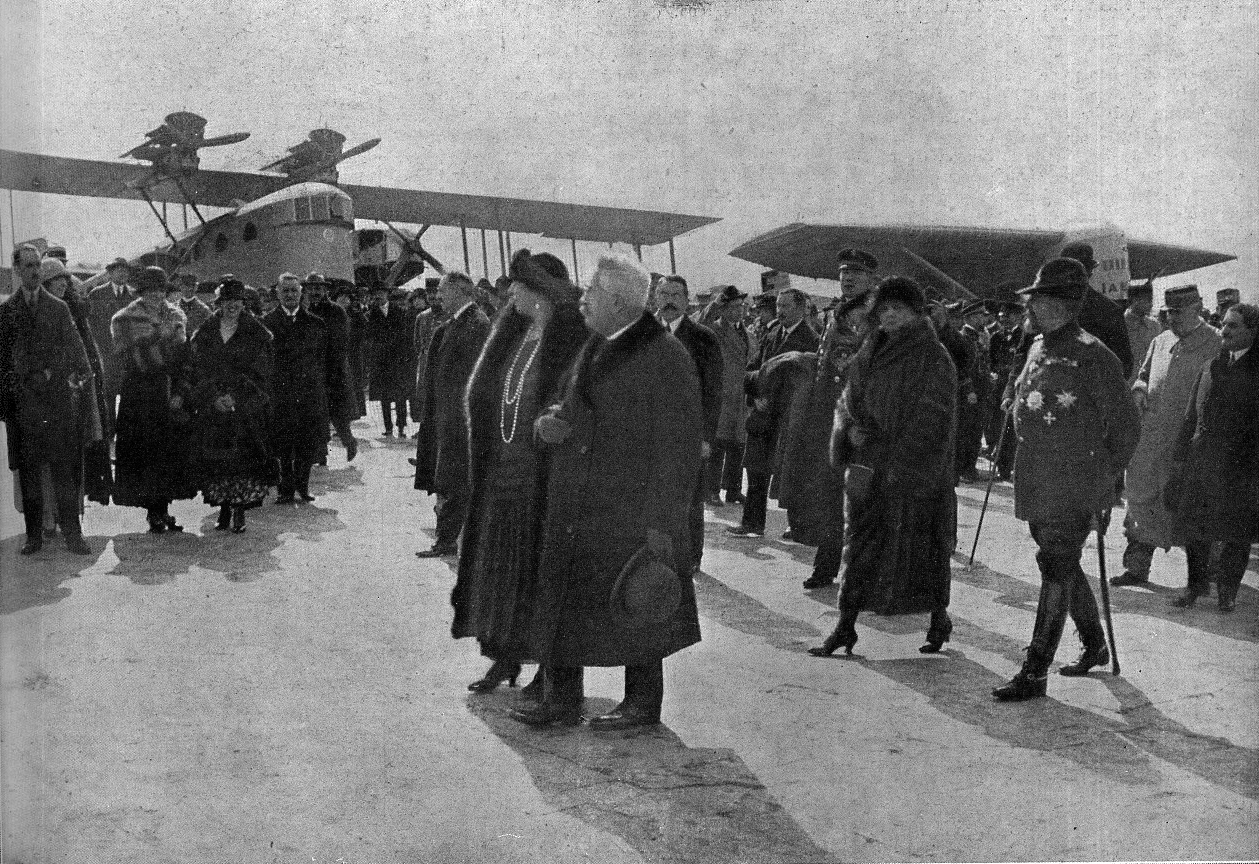
Farman F.121, Le Bourget, 1924 (rechts)

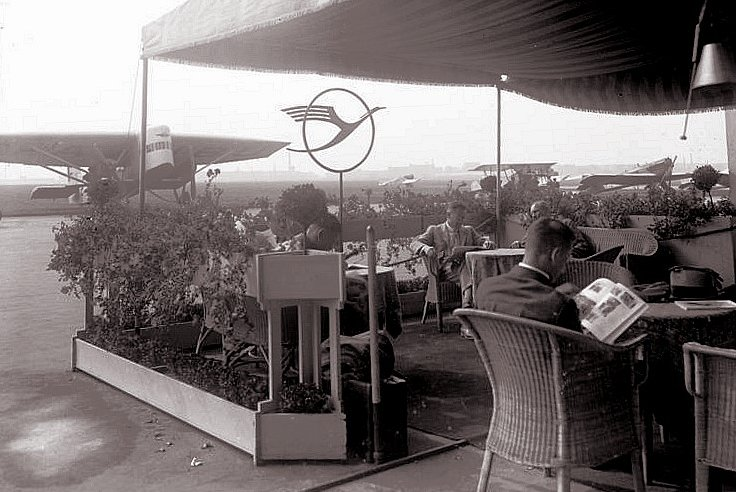
Farman F.121, Berlin-Tempelhof, 1930

Die Farman F.121, deren Prototyp die Bezeichnung Farman F.3X trug, wurde für den Grand Prix des Aviations Transports des Jahres 1923 konstruiert. Das Flugzeug wurde von vier Hispano-Suiza 8Ac Motoren angetrieben, die in Tandemgondeln an Stummelflügeln untergebracht waren.
1925 erschien die dreimotorige Variante F.4X, die von drei unverkleideten Salmson AZ.9 Sternmotoren angetrieben wurde. Die Motoren, die jeweils 224 kW leisteten, waren im oberen Rumpfbug und an Stummelflügeln montiert. Der Pilot saß in einem offenen Cockpit hinter dem mittleren Motor. Im Gegensatz zur Farman F.3X, die für 9 Passagiere ausgelegt war, konnte die Farman F.4X nur 6 Passagiere befördern.
In der Zeit von 1924 bis 1926 wurden sieben F.3X Passagierflugzeuge gebaut, die nun die Bezeichnung Farman F.121 Jabiru trugen. Der Prototyp erhielt ein geändertes Kühlsystem sowie die Bezeichnung F.121a. Zwei weitere Maschinen wurden in Dänemark in Lizenz gebaut.
Nach dem Konzept der Farman F.121 entstand die Farman F.123 als Prototyp eines Bombenflugzeugs. Als Antrieb waren aber nur zwei Hispano-Suiza-Motoren mit einer Leistung von je 450 PS (336 kW) eingebaut. Die Bewaffnung bestand aus einem internen Bombenschacht sowie Maschinengewehrständen im Bug und im Rücken. Die Maschine blieb ein Einzelstück.
Es wurde ein weiterer Prototyp als Farman F.124 gebaut. Das Flugzeug ähnelte der Farman F.123. Als Antrieb dienten zwei Motoren vom Typ Gnome-Rhône Jupiter mit je 420 PS (313 kW). Auch dieses Flugzeug kam nicht über das Erprobungsstadium hinaus.

## Konstruktion
Der Rumpf war in Gemischtbauweise aus Holz und Metall aufgebaut. Im Rumpfbug befanden sich zwei Passagiersitze und ein dahinterliegender Einzelsitz. Anschließend folgte eine Kabine mit sechs Plätzen. Das offene Cockpit befand sich im Bereich der Tragfläche auf dem Rumpf.
Das Flugzeug war als abgestrebter Hochdecker ausgelegt. Die Tragflächen bestanden aus Holz und wiesen eine große Tiefe und eine maximale Dicke von 0,76 m auf. An der Rumpfunterseite befanden sich zwei Flügelstummel, die das Trieb- und Fahrwerk aufnahmen. Das Leitwerk bestand aus Holz und war in Normalbauweise ausgeführt. Das Flugzeug besaß ein starres Fahrwerk mit Hecksporn.

## Einsatz
Die vier F.4X nahmen in den ersten Monaten des Jahres 1925 den Liniendienst auf. Eine von ihnen eröffnete die Lignes-Farman-Route von Paris nach Zürich. Jedoch war die Leistung ungenügend und nach zwei Verlusten wurden die beiden verbleibenden Maschinen noch 1925 aus dem Liniendienst genommen.
Eine Farman F.121 wurde zu Testzwecken an die Section Technique de l’Aeronautique (S.T.Ae) übergeben. Die Maschine wurde später verkauft. Farman selbst setzte vier Maschinen auf den Strecken Paris-Brüssel und Paris-Amsterdam ein. Die beiden verbleibenden Maschinen gingen an die Det Danske Luftfartselskab (D.D.L.) und wurden zusammen mit den beiden Lizenzmaschinen auf den Strecken Kopenhagen-Hamburg und Kopenhagen-Köln eingesetzt. Die letzten Maschinen wurden 1931 verschrottet.

## Technische Daten

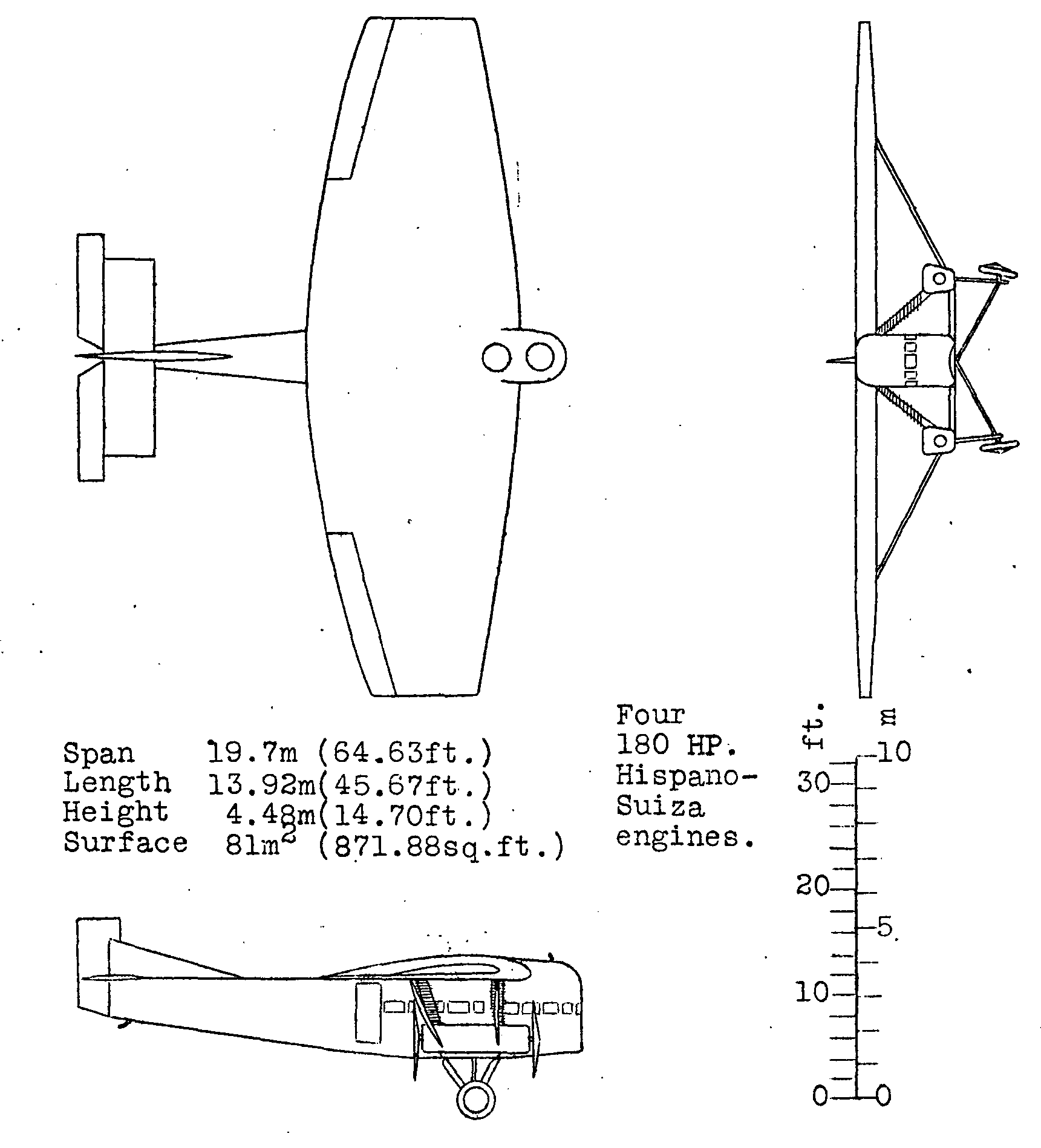
Dreiseitenriss

| Kenngröße             | Daten der Farman F.121                                                |
| --------------------- | --------------------------------------------------------------------- |
| Länge                 | 13,68 m                                                               |
| Spannweite            | 19,00 m                                                               |
| Höhe                  | 4,48 m                                                                |
| Flügelfläche          | 81,00 m²                                                              |
| Antrieb               | vier Achtzylinder V-Motoren Hispano-Suiza 8Ac, je 134 kW (ca. 180 PS) |
| Höchstgeschwindigkeit | 225 km/h                                                              |
| Reisegeschwindigkeit  | 175 km/h                                                              |
| normale Reichweite    | 650 km                                                                |
| Dienstgipfelhöhe      | 4.000 m                                                               |
| Rüstmasse             | 3.000 kg                                                              |
| maximale Startmasse   | 5.000 kg                                                              |

## Fluggesellschaften
- Frankreich Lignes-Farman
- Dänemark Det Danske Luftfartselskab